# Вера Радосављевић Нада
Вера Радосављевић Нада (Брусник, код Зајечара, 22. септембар 1922 — Зајечар, 8. септембар 1943) била је учесница Народноослободилачке борбе и народни херој Југославије.

## Биографија
Рођена је 22. септембра 1922. године у Бруснику, код Зајечара. Потиче из учитељске породици. До 1932. године живела је у селима у околини Неготина, у којима је њен отац службовао, и где је завршила основну школу. Гимназију је учила у Скопљу, а у седмом разреду постала је активиста ђачке и студентске револуционарне омладине, и учествовала у свим акцијама.
У осамнаестој години, 1940, Вера Радосављевић је примљена у Савез комунистичке омладине Југославије (СКОЈ). Исте године искључена је, с неколико другарица, из скопске гимназије, због растурања летака и писања парола против Краљевине Југославије. После искључења, враћа се у Неготин, где је и матурирала, јуна 1941. године.
У Неготину, 27. марта 1941. учествује у организацији и извођењу демонстрација омладине и народа против Тројног пакта, који је 25. марта потписала влада Цветковић−Мачек.
Током априла, маја и јуна 1941. на подручју Неготина и околних села са групом чланова СКОЈ−а радила је на сакупљању оружја, муниције и друге опреме који су остали иза растурених јединица југословенске војске за потребе подизања устанка у Србији.
У Неготину је наставила да ради с револуционарном средњошколском омладином. У време припрема устанка и стварања НОП одреда, активно се укључује у рад, растурајући партијску штампу и летке. Народноослободилачки покрет у том крају дошао је, крајем 1941. и почетком 1942. године, у кризу — партизански одреди су разбијени у неколико махова, а веза с Окружним комитетом КПЈ у Зајечару је често прекидана.
Почетком 1942. године умире јој од упале плућа две године старији брат Боривоје, и сам кандидат за пријем у КПЈ, па се Вера, млађи брат Никола и мајка Добрила потпуно предају раду за народноослободилачки покрет.
Половином 1942. године, поново је успостављена веза с ОК КПЈ, па је њена активност постала још организованија. Крајем септембра 1942. године, примљена је у чланство Комунистичке партије Југославије, а у пролеће 1943. године постала је члан Среског комитета КПЈ за Неготин.
Одлуком партијског руководства, због опасности да буде откривена, Вера је крајем априла 1943. отишла у Крајински партизански одред с још неколико другова и другарица, међу којима су били њена мајка Добрила и брат Никола. У Одреду је била задужена за политички рад у позадини.
Као члан Среског комитета КПЈ за неготински срез, Вера је радила на стварању Народноослободилачких одбора и партијских организација у Неготинској крајини. На том позадинском партијском раду ухватили су је одреди Српске државне страже, јуна 1943. године, у селу Трнавац, код Зајечара, и предали Гестапоу. Пред агентима Гестапоа, и поред мучења, Вера ништа није признала, нити ма кога из организације издала.
Немци су је 8. септембра 1943. године, с још десеторицом бораца, стрељали у центру Зајечара. О погибији Вере Радосављевић у Извештају Окружног комитета пише да се „држала пред непријатељем херојски” као и да је „држање другарице Наде после држања Брковића Црног најбоље у нашем крају”.
Указом Президијума Народне скупштине Федеративне Народне Републике Југославије, 5. јула 1951. године, проглашен је за народног хероја.

## Спомен обележја
Неготинским првоборцима, међу којима је и Вера Радосављевић Нада, подигнута је на улазу у неготинско гробље Спомен костурница. Од 14 медаљона са именима њен је први.
На кући у улици Вере Радосављевић бр. 27 у Неготину у којој је живела и у којој су одржавани састанци СК КПЈ за срез неготински подигнута је Спомен плоча.
У градском парку су подигнуте бисте народним херојима Бранку Перићу, Љуби Нешићу, Вери Радосављевић и Станку Пауновићу. Њену бисту је израдио познати вајар Милован Крстић. Њено име понела је и основна школа „Вера Радосављевић” у Неготину, као и улица у којој је живела.